# Rapport Mattéoli
Pour les articles homonymes, voir Matteoli.
Le rapport Mattéoli est un rapport « sur les obstacles structurels à l'emploi » rédigé par une commission présidée par Jean Mattéoli sur la demande du Premier ministre, Édouard Balladur. Défendant la baisse du coût du travail sur les emplois les moins qualifiés comme remède au chômage, il inspirera la loi quinquennale du 20 décembre 1993 créant le contrat d'insertion professionnelle.
En mai 1993, afin de préparer une grande loi pour l'emploi, Édouard Balladur avait demandé à Jean Mattéoli, alors président du Conseil économique et social de « recenser les phénomènes qui vont à l'encontre de la création d'emplois » et d'y « proposer des remèdes ». Ce dernier réunit alors un groupe d'experts composé d'économistes (Michel Godet), de grands patrons et financiers (Claude Bébéar, Didier Pineau-Valencienne, Alain Minc, Laurent Perpère) et de députés de la majorité RPR-UDF de l'époque (Patrick Devedjian, Philippe Vasseur). 
Le « Rapport d'étape à Monsieur le Premier ministre sur les obstacles structurels à l'emploi » fut remis à Édouard Balladur le 29 juillet 1993, avant d'être rendu public le 4 août. À travers 40 propositions détaillées sur 40 pages, la commission préconise d'agir selon quatre axes : « le coût du travail ; la formation ; souplesse et rigidité dans le droit du travail ; l'intervention directe des administrations. » 